# Gavril Radomir av Bulgarien
Gavril Radomir av Bulgarien, död 1015, var Bulgariens regent från 1014 till 1015.